# Кажазейрас (микрорегион)
Кажазейрас (порт. Microrregião de Cajazeiras) — микрорегион в Бразилии. входит в штат Параиба. Составная часть мезорегиона Сертан штата Параиба. Население составляет 	167 971	 человек (на 2010 год). Площадь — 	3402,759	 км². Плотность населения — 	49,36	 чел./км².

## Демография
Согласно сведениям, собранным в ходе переписи 2010 г. Национальным институтом географии и статистики (IBGE), население микрорегиона составляет:						
| Полное население                             | Полное население                             | Полное население                             | Полное население                             | 167 971 |
| -------------------------------------------- | -------------------------------------------- | -------------------------------------------- | -------------------------------------------- | ------- |
| в том числе:                                 | Городское население                          | 102 645                                      | Процент городского населения, %              | 61,11   |
|                                              | Сельское население                           | 65 326                                       | Процент сельского населения, %               | 38,89   |
|                                              | Мужское население                            | 82 094                                       | Процент мужского населения, %                | 48,87   |
|                                              | Женское население                            | 85 877                                       | Процент женского населения, %                | 51,13   |
| Плотность населения, чел/км²                 | Плотность населения, чел/км²                 | Плотность населения, чел/км²                 | Плотность населения, чел/км²                 | 49,36   |
| Население микрорегиона в % к населению штата | Население микрорегиона в % к населению штата | Население микрорегиона в % к населению штата | Население микрорегиона в % к населению штата | 4,46    |

## Статистика
- Валовой внутренний продукт на 2003 год составляет 360 453 202,00 реалов (данные: Бразильский институт географии и статистики).
- Валовой внутренний продукт на душу населения на 2003 год составляет 2261,40 реалов (данные: Бразильский институт географии и статистики).
- Индекс развития человеческого потенциала на 2000 год составляет 0,628 (данные: Программа развития ООН).

## Состав микрорегиона
В составе микрорегиона включены следующие муниципалитеты:
1. Бернардину-Батиста
2. Бон-Жезус
3. Бониту-ди-Санта-Фе
4. Кашуэйра-дуз-Индиус
5. Кажазейрас
6. Каррапатейра
7. Монти-Ореби
8. Посу-Дантас
9. Посу-ди-Жозе-ди-Мора
10. Санта-Элена
11. Сантарен
12. Сан-Жозе-ди-Пираньяс
13. Сан-Жуан-ду-Риу-ду-Пейши
14. Триунфу
15. Уйрауна